# La Ligne de feu
Pour plus de détails, voir Fiche technique et Distribution.
La Ligne de feu (titre italien : L'amante dell'Orsa Maggiore) est un film franco-italien réalisé par Valentino Orsini et sorti en 1971.

## Synopsis
Dans une ville polonaise limitrophe de la Russie, la contrebande fait rage. Vladek arrive en ville et rejoint le gang des contrebandiers. Il « travaille » et vit de nombreuses aventures amoureuses, mais est arrêté par les Russes.

## Fiche technique
- Titre italien : L'amante dell'Orsa Maggiore
- Réalisation : Valentino Orsini
- Scénario : Mino Roli, Florestano Vancini, d'après un roman de Sergiusz Piasecki
- Photographie : Mario Vulpiani
- Musique : Benedetto Ghiglia
- Montage : Heide-Maria Haschke, Roberto Perpignani
- Durée : 107 minutes[2]
- Dates de sortie:
  - 27 novembre 1971 ( Italie)

## Distribution
- Giuliano Gemma : Vladek
- Senta Berger : Fela
- Bruno Cremer : Saska
- Peter Capell
- Sybil Danning
- Francesca Romana Coluzzi : Berna
- Alessandro Haber : Topo
- Antonio Piovanelli : Ivan
- Flavio Bucci
- Spyros Fokas : Alfred
- Nicoletta Machiavelli : Leonia